# Безвременник Шовица
Безвре́менник Шовица или Совича (лат. Colchicum szovitsii) — многолетнее травянистое растение, вид рода Безвременник (Colchicum) семейства Безвременниковые (Colchicaceae).

## Этимология
Вид назван в честь Ивана Осиповича Шовица — аптекаря из Одессы, коллектора растений Кавказа. Поскольку он был сербом по национальности, его фамилия Szovits по-разному переводится на русский язык, и поэтому вид также имеет название Безвременник Совича.

## Распространение и экология
Ареал вида охватывает Закавказье и северные районы Ирана.
Произрастает на субальпийских и альпийских лугах.

## Ботаническое описание
Растение высотой 22 см. Луковица довольно крупная, диаметром до 3 см, с кожистыми коричневато-бурыми оболочками, переходящими в длинную трубку.
Листья в числе 2—3, широко-линейно-ланцетные, к основанию суженные, длиной 25 см, шириной до 2 см, почти прямостоячие, с плоским, иногда волнистым, совершенно голым краем.
Цветки в числе 1—4, беловато-розовые. Листочки околоцветника туповатые, эллиптически-ланцетные, длиной 2,5—3 см, шириной 8—10 мм, с 9 — 10 жилками. Тычинки длиной 7—10 мм, при основании утолщённые, нити голые; пыльники эллиптические, длиной 3 мм, жёлтые; столбики прямые.
Коробочка яйцевидная, крупная, длиной 3,5—4 см, плодники на верхушке с длинными клювиками.
Как и другие представители рода, ядовито.

## Классификация

### Таксономия
Вид Безвременник Шовица входит в род Безвременник (Colchicum) семейства Безвременниковые (Colchicaceae) порядка Лилиецветные (Liliales).
|  |                                        |  |                                                             |                                                             |                            |  | ещё 9 семейств (согласно Системе APG II) | ещё 9 семейств (согласно Системе APG II) |                         |  |  |  | ещё более 100 видов |
|  |                                        |  |                                                             |                                                             |                            |  | ещё 9 семейств (согласно Системе APG II) | ещё 9 семейств (согласно Системе APG II) |                         |  |  |  | ещё более 100 видов |
|  |                                        |  |                                                             | порядок Лилиецветные                                        |                            |  |                                          |                                          | род Безвременник        |  |  |  |                     |
|  |                                        |  |                                                             | порядок Лилиецветные                                        |                            |  |                                          |                                          | род Безвременник        |  |  |  |                     |
|  | царство Цветковые, или Покрытосеменные |  |                                                             |                                                             | семейство Безвременниковые |  |                                          |                                          | вид Безвременник Шовица |  |  |  |                     |
|  | царство Цветковые, или Покрытосеменные |  |                                                             |                                                             | семейство Безвременниковые |  |                                          |                                          |                         |  |  |  |                     |
|  |                                        |  | ещё 44 порядка цветковых растений (согласно Системе APG II) | ещё 44 порядка цветковых растений (согласно Системе APG II) |                            |  |                                          | ещё 21 род                               | ещё 21 род              |  |  |  |                     |
|  |                                        |  |                                                             | ещё 44 порядка цветковых растений (согласно Системе APG II) |                            |  |                                          |                                          | ещё 21 род              |  |  |  |                     |

### Представители
В рамках виды выделяют несколько подвидов:
- Colchicum szovitsii subsp. brachyphyllum (Boiss. & Hausskn.) K.Perss.
- Colchicum szovitsii subsp. szovitsii

## Применение
Как декоративное растение используется на рокариях, цветет с февраля по апрель.